# Холов, Курбан
Курба́н Хо́лов (2 марта 1941, посёлок Шарипау, Таджикская ССР, СССР — 21 мая 2017, Россия) — советский и российский хореограф, артист балета, актёр и театральный деятель.

## Биография
Родился 2 марта 1941 года в посёлке Шарипау, Гиссарского района, Таджикской ССР.
Заслуженный артист Таджикской ССР (1974).
С 1961 года, по окончании Ленинградского хореографического училища (педагоги В. И. Шелков, Б. В. Соловьёв, И. М. Трофимова, Н. П. Румянцев, Б. В. Шавров), в Театре оперы и балета им. Айни (Душанбе).
После распада СССР работал в Турции как балетный педагог.
Ушёл из жизни 21 мая 2017.

## Партии
- Зигфрид, Альберт, Феб, Солор, Кармело («Любовь-волшебница»)
- Кайс-Меджнун («Лейли и Меджнун» Баласаняна)
- Тибальд; Чингисхан («Тимур Малик» Ашрафи)
- Кадыр («Сын родины» Тер-Осипова)[1].

## Фильмография
1. 1965 — Ниссо (реж. Марат Арипов) — Бахтиор, председатель сельсовета
2. 1971 — Адажио (фильм-балет; реж. Елизавета Кимягарова)
3. 1972 — Восточные сказание (реж. Латиф Файзиев)
4. 1974 — Волшебный цветок (реж. Елизавета Кимягарова) — Шах
5. 1979 — Лошади под луной (реж. Олег Тулаев)
6. 1980 — Рубаи Хайяма (реж. Елизавета Кимягарова)
7. 1983 — Приключения маленького Мука (реж. Елизавета Кимягарова) — конокрад